# Heer Bruneis
Das Heer Bruneis (englisch Royal Brunei Land Forces, malaiisch Tentera Darat Diraja Brunei) sind die Landstreitkräfte des Sultanats Brunei.
Das Heer hat eine Stärke von 4.500 Mann und setzt sich zusammen aus drei Infanteriebataillonen und einem Unterstützungsbataillon. Das Unterstützungsbataillon umfasst neben einer Panzerkompanie, einer Flakbatterie und einer Pionierkompanie auch das Hauptquartier des Heeres. Die Ausstattung des Heeres umfasst unter anderem 20 FV101 Scorpion, 45 Véhicule de l’avant blindé, Land Rover Defender und L118 Light Gun. Das Standardgewehr ist das M16.

## Geschichte
Das Heer Bruneis wurde im Mai 1961 durch die Gründung der vorherigen Streitkräfte dem Brunei Malay Regiment gegründet. Damals traten 60 Rekruten ein und begannen ihre militärische Ausbildung. Die formelle Gründung des Regiments erfolgte im Juni 1962 mit der Indienststellung von drei Infanteriekompanien und dem dazugehörigen Stab. 1965 erhielt das Regiment das königliche Präfix und wurde zum Royal Brunei Malay Regiment. Ursprünglich in Port Dickson in Malaya stationiert, wurde das Regiment bald in eine neu errichtete Kaserne in Brunei selbst verlegt. Das Royal Brunei Malay Regiment gründete 1965 zwei neue Sektionen, die Boots- und die Luftverkehrssektion, um seine Fähigkeiten weiter auszubauen. Diese beiden Einheiten wurden 1966 zusammen mit der Infanterie unter ein Kommando gestellt.
1972 wurde die Struktur des Regiments geändert, wobei die Bereiche Infanterie, Luftverkehrssektion und Bootssektion wieder in getrennte Einheiten aufgeteilt wurden. Die ehemaligen Infanteriekompanien wurden zum 1. Bataillon des Royal Brunei Malay Regiment mit insgesamt fünf Infanteriekompanien. Drei Jahre später wurde das 2. Bataillon durch die Zusammenlegung von B- und E-Kompanien des 1. Bataillons gebildet.
1984 erlangte Brunei die Unabhängigkeit vom Vereinigten Königreich. Zu dieser Zeit wurde das Royal Brunei Malay Regiment in Royal Brunei Land Forces also dem heutigen Heer Bruneis umbenannt, einer Teilstreitkraft der Streitkräfte Bruneis. 1990 wurde das Unterstützungsbataillon gebildet, das aus einer gepanzerten Aufklärungsstaffel, einer Luftverteidigungsbatterie und einer Kampfingenieurstaffel sowie Wartungs- und Verwaltungsunterstützung besteht. Im Jahr 1994 wurde das 3. Bataillon aus Teilen der D-Kompanie des 1. Bataillons und der F-Kompanie des 2. Bataillons gebildet, während die Flakbatterie und die technische Werkstatt vom Unterstützungsbataillon an die Luftstreitkräfte Bruneis bzw. den Support Service übertragen wurden.
Am 9. Juli 2011 führte das Heer Bruneis im Rahmen eines Vertrages mit Force-21 Equipment Versuche durch, um das Muster ihrer Kampfanzüge von Disruptive Pattern Material (DPM), was ein Relikt der Herrschaft des Vereinigten Königreichs ist, durch Digital Disruptive Pattern (DDP) zu ersetzen.

## Ausrüstung
Das Heer Bruneis verwendet eine Kombination von importierter Ausrüstung verschiedener Hersteller.

### Infanteriewaffen
| Bild              | Model          | Typ                       | Kaliber           | Ursprung               | Anmerkungen               |
| Pistolen          | Pistolen       | Pistolen                  | Pistolen          | Pistolen               | Pistolen                  |
| ----------------- | -------------- | ------------------------- | ----------------- | ---------------------- | ------------------------- |
|                   | FN Browning HP | Pistole                   | 9 × 19 mm         | Belgien                |                           |
| Sturmgewehre      |                |                           |                   |                        |                           |
|                   | M16A1/A2/A4    | Sturmgewehr               | 5,56 × 45 mm NATO | Vereinigte Staaten     | Standard Infanteriegewehr |
|                   | SAR-21         | Sturmgewehr               | 5,56 × 45 mm NATO | Singapur               |                           |
| Selbstladegewehre |                |                           |                   |                        |                           |
|                   | L1 A1          | Selbstladegewehr          | 7,62 × 51 mm NATO | Vereinigtes Königreich |                           |
| Maschinengewehre  |                |                           |                   |                        |                           |
|                   | Ultimax 100    | Leichtes Maschinengewehr  | 5,56 × 45 mm NATO | Singapur               |                           |
|                   | Browning M2    | Schweres Maschinengewehr  | .50 BMG           | Vereinigte Staaten     |                           |
|                   | FN MAG-58      | Universal-Maschinengewehr | 7,62 × 51 mm NATO | Belgien                |                           |
|                   | SIG MG 710-3   | Universal-Maschinengewehr | 7,62 × 51 mm NATO | Schweiz                |                           |

### Granaten, Raketen und MANPADS
| Photo        | Model        | Type                    | Quantity     | Origin             | Notes                    |              |
| Granatwerfer | Granatwerfer | Granatwerfer            | Granatwerfer | Granatwerfer       | Granatwerfer             | Granatwerfer |
| ------------ | ------------ | ----------------------- | ------------ | ------------------ | ------------------------ | ------------ |
|              | M203         | Unterrohrgranatenwerfer |              | Vereinigte Staaten |                          |              |
| Panzerabwehr |              |                         |              |                    |                          |              |
|              | Armbrust     | Panzerabwehrhandwaffe   |              | Deutschland        | 500 im Jahr 1985 gekauft |              |

### Gepanzerte Kampffahrzeuge
| Bild                    | Model                 | Typ                          | Anzahl | Ursprung               | Anmerkungen          |        |
| Panzer                  | Panzer                | Panzer                       | Panzer | Panzer                 | Panzer               | Panzer |
| ----------------------- | --------------------- | ---------------------------- | ------ | ---------------------- | -------------------- | ------ |
|                         | FV101 Scorpion CVR(T) | Spähpanzer                   | 16     | Vereinigtes Königreich | 16 erweitert ab 2003 |        |
| Panzerwagen             |                       |                              |        |                        |                      |        |
|                         | VAB                   | MTW                          | 45     | Frankreich             |                      |        |
| Unterstützungsfahrzeuge |                       |                              |        |                        |                      |        |
|                         | FV105 Sultan          | Gepanzertes Führungsfahrzeug | 2      | Vereinigtes Königreich |                      |        |
|                         | FV106 Samson          | Bergepanzer                  | 2      | Vereinigtes Königreich |                      |        |

### Artillerie
| Bild      | Model     | Typ             | Anzahl    | Ursprung               | Anmerkungen |           |
| Haubitzen | Haubitzen | Haubitzen       | Haubitzen | Haubitzen              | Haubitzen   | Haubitzen |
| --------- | --------- | --------------- | --------- | ---------------------- | ----------- | --------- |
|           | L118      | 105-mm-Haubitze | 6         | Vereinigtes Königreich |             |           |
| Mörser    |           |                 |           |                        |             |           |
|           | L16       | 81-mm-Mörser    | 24        | Vereinigtes Königreich |             |           |

### Nutz- und Logistikfahrzeuge
| Bild               | Model                | Typ                | Anzahl        | Ursprung               | Anmerkungen   |
| Nutzfahrzeuge      | Nutzfahrzeuge        | Nutzfahrzeuge      | Nutzfahrzeuge | Nutzfahrzeuge          | Nutzfahrzeuge |
| ------------------ | -------------------- | ------------------ | ------------- | ---------------------- | ------------- |
|                    | Land Rover Defender  | Geländewagen       |               | Vereinigtes Königreich |               |
|                    | HICOM Handalan I/II  | Truppentransporter | 115           | Malaysia               |               |
| Transportfahrzeuge |                      |                    |               |                        |               |
|                    | Mercedes-Benz Actros | Mercedes-Benz-Lkw  |               | Deutschland            |               |
|                    | Mercedes-Benz Atego  | Mercedes-Benz-Lkw  |               | Deutschland            |               |
|                    | Iveco Eurocargo      | LKW                |               | Italien                |               |